# Барбру Мартінссон
Барбру Мартінссон  (швед. Barbro Martinsson, 16 серпня 1935) — шведська лижниця, олімпійська медалістка.

## Життєпис
Барбру Мартінсон взяла участь у трьох чемпіонатах світу та чотирьох Олімпійських іграх. Вона завоювала дві срібні олімпійські медалі зі шведською естафетною командою 3х5 км у 1964 та 1968 роках. Також вона виграла дві медалі в естафеті 3х5 км на чемпіонаті світу, срібну у 1962 р. та бронзову у 1966 р. На Зимових Олімпійських іграх 1968 р. вона фінішувала четвертою в індивідуальних перегонах на 5 та 10 км, пропустивши бронзових медалісток відповідно на 1,3 та 7,2 сек. Під час своєї четвертої Олімпіади вона була прапороносцем шведської команди під час церемонії відкриття. На чемпіонатах світу вона посіла шосте місце в індивідуальних перегонах на 10 км у 1962 та 1966 роках. Найбільшим її індивідуальним успіхом стала перемога в перегонах на 10 км на Гольменколленському лижному фестивалі. Вдома вона виграла чотири індивідуальні чемпіонати Швеції (по два на 5 та 10 км) та три з естафетною командою «SkellefteÃ te SK».
Барбру Мартінссон була названа шведською спортсменкою року в 1964 році разом з Тойні Густафссон. Вона працювала в BP Lundin, де її часто бачили за заправкою автомобілів. Влітку вона була досвідченим орієнтовником та бігуном. Всього вона виграла 57 регіональних чемпіонатів з різних видів спорту, включаючи гандбол. Вона одружена зі шведським лижником та олімпійцем Стуре Граном.

## Виступи на Олімпіадах
| Олімпіада              | Дисципліна        | Місце  |
| ---------------------- | ----------------- | ------ |
| Кортіна д'Ампеццо 1956 | 10 км             | =14    |
| Скво-Веллі 1960        | 10 км             | 7      |
| Інсбрук 1964           | 5 км              | 7      |
| Інсбрук 1964           | 10 км             | 11     |
| Інсбрук 1964           | естафета 3 × 5 км | Срібло |
| Гренобль 1968          | 5 км              | 4      |
| Гренобль 1968          | 10 км             | 4      |
| Гренобль 1968          | естафета 3 × 5 км | Срібло |